# Parafia św. Józefa Oblubieńca Najświętszej Maryi Panny w Ińsku
Parafia pod wezwaniem Świętego Józefa Oblubieńca Najświętszej Maryi Panny w Ińsku – parafia rzymskokatolicka należąca do dekanatu Ińsko, archidiecezji szczecińsko-kamieńskiej, metropolii szczecińsko-kamieńskiej. Siedziba parafii mieści się w Ińsku. Prowadzą ją księża diecezjalni.

## Kościół parafialny
Kościół pw. św. Józefa Oblubieńca Najświętszej Maryi Panny w Ińsku

## Kościoły filialne i kaplice
- Kościół pw. św. Teresy od Dzieciątka Jezus w Ściennem[1]
- Kościół pw. św. Wojciecha Biskupa i Męczennika i św. Huberta w Ciemniku[1]
- Kościół pw. św. Bartłomieja w Czertyniu[1]